# James River (biflod till Missouri)

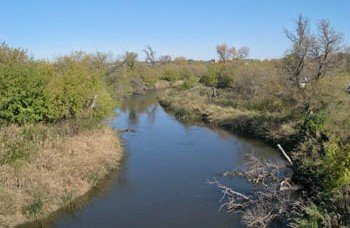
James River i Jamestown

James River, även kallad Dakota River eller Jim River, är en ca 1 140 km lång biflod till Missourifloden. 
Floden, som har sin början 16 km nordväst om Fessenden i Wells County, North Dakota, påstås ibland vara världens längsta osegelbara flod. 
Den flyter genom östra North Dakota och passerar Jamestown. Den flyter sedan ihop med Pipestem River och in i Brown County, South Dakota och passerar Aberdeen och Columbia, där den flyter ihop med Elm River. Sedan passeras Huron och Mitchell, där Firesteel Creek ansluter. Söder om Mitchell flyter den mot sydöst och ansluter till Missourifloden strax öster om Yankton.

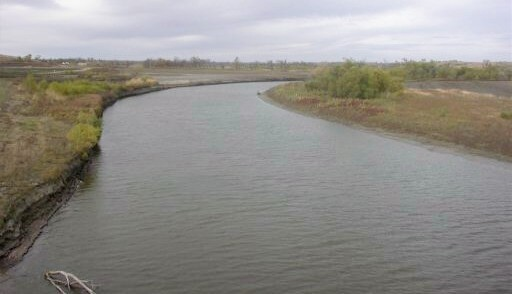
James River i närheten av Scotland, South Dakota

James River kallades tidigare Rivière aux Jacques, ett namn den fick av tidiga franska besökare. Den har också flera olika namn på indianspråk, det mest kända är dakotaspråkets Itazipowakse Wakpa = "floden som skärs (avbryts, åtskiljs) av bågar", vilket syftar på dess extrema krokighet; man kan färdas långa sträckor på James River utan att egentligen röra sig framåt. 